# (3428) Roberts
(3428) Roberts es un asteroide perteneciente al cinturón de asteroides, descubierto el 1 de mayo de 1952 por el equipo de la Universidad de Indiana desde el Observatorio Goethe Link, Brooklyn (Estados Unidos).

## Designación y nombre
Designado provisionalmente como 1952 JH. Fue nombrado Roberts en honor al astrónomo estadounidense Walter Orr Roberts.